# 史久泰
史久泰（1922年—？），男，原籍浙江鄞县，生于上海，中国分析仪器仪表专家，曾任上海分析仪器厂技术总负责人、副厂长。